# Efstáthios Boukoúras
Efstáthios Boukoúras (en grec moderne : Ευστάθιος Μπούκουρας) est un membre du Parlement hellénique représentant du parti Aube Dorée.

## Biographie
Lors des élections législatives grecques de mai 2012, il est élu député pour la 14e législature, qui aura duré du 6 mai 2012 au 19 mai 2012.
Lors des élections législatives grecques de juin 2012, il est réélu le 17 juin 2012 à la 15e législature.